# لودویک استارسکی
لودویک استارسکی (لهستانی: Ludwik Starski؛ ‏ ۱ مارس ۱۹۰۳ – ۲۹ فوریهٔ ۱۹۸۴) مهندس صدا، ترانه‌سرا، نویسنده و فیلم‌نامه‌نویس یهودی‌تبار اهل لهستان بود. وی با هنرمندانی چون ائوگنیوش بودو و ولادیسلاو اشپیلمان همکاری داشت.
از فیلم‌هایی که وی در آن‌ها نقش داشته است، می‌توان به همسایه‌ها، خواننده ورشویی، ترانه‌های ممنوعه و روبرت و برترام اشاره نمود.
وی همچنین برندهٔ جوایزی همچون نشان دهمین سالگرد خلق لهستان و نشان افتخار تولد لهستان شده‌است.